# Cryptoparachtes
Cryptoparachtes es un género de arañas araneomorfas de la familia Dysderidae. Se encuentra en Georgia y Azerbaiyán.

## Lista de especies
Según The World Spider Catalog 12.0:
- Cryptoparachtes adzharicus Dunin, 1992
- Cryptoparachtes charitonowi (Mcheidze, 1972)
- Cryptoparachtes fedotovi (Charitonov, 1956)